# 丸屋久四郎
丸屋 久四郎（まるや きゅうしろう、生没年不詳）とは江戸時代の地本問屋。

## 来歴
丸久と略す。弘化から慶応年間に江戸赤坂新町3丁目勝蔵店、後慶応1年6月には榑正町利兵衛地借にて地本問屋を営業している。嘉永6年（1853年）12月に問屋仲間に加入、慶応1年6月に養子平次郎が相続、丸屋平次郎と号した。歌川広重、3代目歌川豊国、2代目歌川国久、歌川国芳、2代目歌川国貞の錦絵を出版している。

## 作品
- 歌川広重 『江戸むらさき名所源氏』 大判揃物 弘化
- 歌川広重 『東都名所年中行事』 大判12枚揃 安政1年
- 3代目歌川豊国・歌川広重 『双筆五十三次』 大判55枚揃 安政
- 3代目歌川豊国・2代目歌川国久 『江戸名所百人美女』 大判合版の揃物 安政4年‐安政5年
- 歌川国芳 『赤沢山大相撲』 大判3枚続 安政5年
- 2代目歌川国貞 『奥御殿泉水遊覧の図』 大判3枚続 慶応1年